# Exorheischer Fluss
Als exorheischer Fluss (altgriechisch ἔξω exō „außen“; ῥεῖν rhein „fließen“) wird ein Fluss bezeichnet, der selbst oder als Teil eines Flusssystems als Oberflächenwasser ins Meer mündet.
Beispiele sind
- für die Mündung in die Nordsee: der Rhein, die Werra, die Elbe, die Weser oder die Ems;
- für die Mündung ins Schwarze Meer: die Donau, der Inn oder die Salzach.

Ein Fluss ohne oberirdischen Abfluss ins Meer wird endorheischer Fluss genannt. Dabei kann er durchaus als Sickerwasser auch ins Meer entwässern, jedoch zählt in der Limnologie nur ein Abfluss von Oberflächenwasser als exorheisch.